# Lasgraisses

Lasgraïsses este o comună în departamentul Tarn din sudul Franței. În 2009 avea o populație de 364 de locuitori.

## Evoluția populației
| An        | 1975 | 1982 | 1990 | 1999 | 2006 | 2009 |
| --------- | ---- | ---- | ---- | ---- | ---- | ---- |
| Populație | 318  | 316  | 314  | 323  | 335  | 364  |